# Dmytro Bermudes
Dmytro Wałerijowycz Bermudes, ukr. Дмитро Валерійович Бермудес (ur. 11 sierpnia 1980 w Sumach) – ukraiński piłkarz, grający na pozycji pomocnika.

## Kariera piłkarska

### Kariera klubowa
Wychowanek Szkoły Sportowej Frunzeneć Sumy. W 1995 rozpoczął karierę piłkarską w klubie Wiktor Zaporoże. Latem 1997 został zaproszony do Dynama Kijów, jednak występował w drugiej i trzeciej drużynie. Wiosną 1999 został piłkarzem Naftowyka Ochtyrka. Potem występował w klubach Jawir-Sumy Sumy, Zakarpattia Użhorod, Metalist Charków, Spartak-Horobyna Sumy, Komunalnyk Ługańsk, Arsenał Biała Cerkiew i PFK Sumy. Ostatnim klubem w karierze był Szachtar Swerdłowśk, w którym zakończył występy w roku 2012.

### Kariera reprezentacyjna
Występował w juniorskich reprezentacjach Ukrainy U-16 i U-18, z którą brał udział w turnieju finałowym Mistrzostw Europy U-16 w Niemczech (1997). W 2001 i 2003 w składzie studenckiej reprezentacji występował na Letniej Uniwersjadzie.

## Sukcesy i odznaczenia

### Sukcesy reprezentacyjne
Ukraina studencka
- wicemistrz Letniej Uniwersjady: 2001

### Sukcesy klubowe
Dynamo-3 Kijów
- wicemistrz Ukraińskiej Drugiej Ligi: 1997/98 (gr. A)

Naftowyk Ochtyrka
- mistrz Ukraińskiej Drugiej Ligi: 2000/01 (gr. W)

### Odznaczenia
- tytuł Mistrza Sportu Klasy Międzynarodowej: 2001